# Proschkiniaceae
Famille
Les Proschkiniaceae sont une famille d'algues de l'embranchement des Bacillariophyta (Diatomées), de la classe des Bacillariophyceae et de l’ordre des Naviculales.

## Étymologie
Le nom de la famille vient du genre type Proschkinia, qui aurait été donné en hommage à l'algologue soviétique  Anastasia Pros(c)hkina (1891-1977), décédée un an avant la description de ce nouveau genre.

## Liste des genres
Selon AlgaeBase (21 mai 2022) :
- Proschkinia Karayeva (az), 1978

## Systématique
Le nom correct complet (avec auteur) de ce taxon est Proschkiniaceae D.G.Mann, 1990.

## Publication originale
- Round, F.E., Crawford, R.M. & Mann, D.G. (1990). The diatoms biology and morphology of the genera.  pp. [i-ix], 1-747. Cambridge: Cambridge University Press.